# Manon Bakker
Manon Bakker (Nunspeet, 15 juli 1999) is een Nederlandse wielrenster die met name actief is in het veldrijden.
Bakker won goud op de Nederlandse kampioenschappen veldrijden 2017 in zowel de junioren- als beloftencategorie. In dat jaar won ze ook de GP Luzern. In september 2018 won ze de Palm Cross in Steenhuffel. In januari 2020 werd ze tweede op het NK voor beloften, achter Inge van der Heijden.
In februari 2020 werd ze ontslagen bij haar ploeg Experza-Footlogix omdat ze tijdens het WK veldrijden gereden had met materiaal dat niet van de ploegsponsor was. Ruim een week later vond ze een nieuwe ploeg in Credishop-Fristads. Op de weg komt ze uit voor Ciclismo Mundial -in 2021 Plantur-Pura geheten-, een verzameling van de veldrijdsters van de gebroeders Philip en Christoph Roodhooft.
In december 2023 boekte ze haar eerste wereldbekerzege in de sneeuw van Val di Sole.

## Palmares

### Veldrijden

#### Resultatentabel elite
| Seizoen   |     | WK     | EK  | NK  |     | Klassementen | Klassementen | Klassementen | Klassementen | Klassementen | Klassementen |       | UCI- rang |    | Podia | Podia | Podia | Aantal crossen |
| Seizoen   | WB  | WK     | EK  | NK  | SP  | Trofee       | Copa         | USCX         | EKZ/ Swiss   | Goud         | Zilver       | Brons | UCI- rang |    |       |       |       | Aantal crossen |
| --------- | --- | ------ | --- | --- | --- | ------------ | ------------ | ------------ | ------------ | ------------ | ------------ | ----- | --------- | -- | ----- | ----- | ----- | -------------- |
| 2013-2014 |     | –      | –   | –   |     | –            |              | –            |              |              |              |       | 285e      |    | –     | –     | –     | 4              |
| 2014-2015 | –   | –      | –   | –   | –   | –            | –            | –            | –            | –            | 3            |       |           |    |       |       |       |                |
| 2015-2016 | –   | –      | –   | –   | 16e | 56e          | –            | 94e          | –            | –            | –            | 18    |           |    |       |       |       |                |
| 2016-2017 | –   | –      | –   | 24e | 28e | 20e          | –            | 22e          | 29e          | 2            | –            | 1     | 25        |    |       |       |       |                |
| 2017-2018 | –   | –      | –   | 47e | 28e | 24e          | –            | –            | 49e          | –            | 1            | –     | 27        |    |       |       |       |                |
| 2018-2019 | –   | –      | –   | 22e | 25e | 42e          | 4e           | –            | 41e          | –            | 1            | 1     | 36        |    |       |       |       |                |
| 2019-2020 | –   | –      | –   | 10e | 11e | 23e          | 7e           | –            | 17e          | –            | 3            | –     | 32        |    |       |       |       |                |
| 2020-2021 | –   | –      | –   | 8e  | 6e  | 8e           | –            | 20e          | 6e           | –            | 2            | 5     | 30        |    |       |       |       |                |
| 2021-2022 | 6e  | 17e    | 10e | 18e | 6e  | 7e           | –            | 40e          |              | 15e          | 1            | 2     | 3         | 35 |       |       |       |                |
| 2022-2023 | 17e | –      | 8e  | 9e  | 10e | 17e          | 8e           | –            | 9e           | 2            | 3            | 4     | 33        |    |       |       |       |                |
| 2023-2024 | 13e | 13e    | 5e  | 7e  | 15e | 6e           | –            | –            | –            | 6e           | 2            | 4     | 6         | 38 |       |       |       |                |
| 2024-2025 | 15e | Terug. | –   | 9e  | 29e | 4e           | –            | ↑            | –            | 11e          | –            | 4     | 2         | 35 |       |       |       |                |
| Totaal    |     | –      | –   | –   |     | –            | –            | –            | –            | –            | –            |       | –         |    | 7     | 20    | 22    | 316            |

#### Podiumplaatsen elite
| Legenda                       |
| ----------------------------- |
| Wereldkampioenschappen        |
| Continentale kampioenschappen |
| Nationale kampioenschappen    |
| Wereldbeker                   |
| Superprestige                 |
| Trofee                        |
| Overige veldritten            |

| Nr.           | Seizoen       | Datum             | Veldrit                                                        | Cat.          | Wedstrijdserie            |               |
| Overwinningen | Overwinningen | Overwinningen     | Overwinningen                                                  | Overwinningen | Overwinningen             | Overwinningen |
| ------------- | ------------- | ----------------- | -------------------------------------------------------------- | ------------- | ------------------------- | ------------- |
| 1.            | 2016-2017     | 5 november 2016   | Cross-Race GP Luzern, Pfaffnau                                 | C2            | Overige (#1)              |               |
| 2.            | 2021-2022     | 16 oktober 2021   | Jingle Cross dag 2, Iowa City                                  | C2            | USCX Cyclocross Series    |               |
| 3.            | 2022-2023     | 6 november 2022   | Cyclo-cros Internacional de Karrantza, Karrantza               | C2            | Copa de España (#1)       |               |
| 4.            | 2022-2023     | 1 januari 2023    | Grand Prix Garage Collé, Luxembourg                            | C2            | Overige (#2)              |               |
| 5.            | 2023-2024     | 21 oktober 2023   | Internationale Cyclocross Heerderstrand, Heerde                | C2            | Overige (#3)              | [ 5 ]         |
| 6.            | 2023-2024     | 10 december 2023  | Wereldbeker Val di Sole, Val di Sole                           | CDM           | Wereldbeker (#1)          | [ 6 ]         |
| 2e plaatsen   |               |                   |                                                                |               |                           |               |
| 1.            | 2017-2018     | 27 januari 2018   | Internationale Cyclocross Rucphen, Rucphen (#1)                | C2            | Overige (#1)              |               |
| 2.            | 2018-2019     | 26 januari 2019   | Internationale Cyclocross Rucphen, Rucphen (#2)                | C2            | Overige (#2)              |               |
| 3.            | 2019-2020     | 13 september 2019 | Jingle Cross, Iowa City                                        | C2            | Overige (#3)              |               |
| 4.            | 2019-2020     | 27 oktober 2019   | Elorrioko Basqueland Ziklokrosa, Elorrio                       | C1            | Copa de España (#1)       |               |
| 5.            | 2020-2021     | 26 september 2020 | Rapencross, Lokeren                                            | C2            | Ethias Cross (#1)         |               |
| 6.            | 2020-2021     | 13 februari 2021  | Cross Eeklo, Eeklo                                             | C2            | Ethias Cross (#2)         |               |
| 7.            | 2021-2022     | 1 januari 2022    | Grand Prix Garage Collé, Pétange                               | C2            | Overige (#4)              |               |
| 8.            | 2021-2022     | 5 februari 2020   | Parkcross, Maldegem (#1)                                       | C2            | Ethias Cross (#3)         |               |
| 9.            | 2022-2023     | 5 november 2022   | Ciclocross Internacional Llodio, Llodio                        | C1            | Copa de España (#2)       |               |
| 10.           | 2022-2023     | 8 februari 2023   | Parkcross, Maldegem (#2)                                       | C2            | Overige (#5)              |               |
| 11.           | 2022-2023     | 26 februari 2023  | Internationale Sluitingsprijs, Oostmalle                       | C1            | Overige (#6)              |               |
| 12.           | 2023-2024     | 7 oktober 2023    | Major Taylor Cross dag 1, Indianapolis (#1)                    | C2            | Overige (#7)              | [ 7 ]         |
| 13.           | 2023-2024     | 8 oktober 2023    | Major Taylor Cross Cup dag 2, Indianapolis (#2)                | C2            | Overige (#8)              | [ 8 ]         |
| 14.           | 2023-2024     | 24 oktober 2023   | Nacht van Woerden, Woerden                                     | C2            | Overige (#9)              | [ 9 ]         |
| 15.           | 2023-2024     | 6 januari 2024    | Cyclocross Gullegem, Gullegem                                  | C2            | Overige (#10)             | [ 10 ]        |
| 16.           | 2024-2025     | 28 september 2024 | Charm City Cross, Baltimore (#1)                               | C1            | Trek USCX Cyclocross (#1) | [ 11 ]        |
| 17.           | 2024-2025     | 29 september 2024 | Charm City Cross, Baltimore (#2)                               | C2            | Trek USCX Cyclocross (#2) | [ 12 ]        |
| 18.           | 2024-2025     | 5 oktober 2024    | Trek Cup, Waterloo (#1)                                        | C1            | Trek USCX Cyclocross (#3) | [ 13 ]        |
| 19.           | 2024-2025     | 6 oktober 2024    | Trek Cup, Waterloo (#2)                                        | C2            | Trek USCX Cyclocross (#4) | [ 14 ]        |
| 3e plaatsen   |               |                   |                                                                |               |                           |               |
| 1.            | 2016-2017     | 8 januari 2017    | De Grote Prijs van Brabant, Rosmalen                           | C2            | Overige (#1)              |               |
| 2.            | 2018-2019     | 27 oktober 2018   | Ziklokross Laudio, Llodio                                      | C1            | Copa de España (#1)       |               |
| 3.            | 2020-2021     | 18 oktober 2020   | EKZ CrossTour Bern, Bern                                       | C1            | EKZ CrossTour             |               |
| 4.            | 2020-2021     | 23 januari 2021   | Flandriencross, Hamme (#1)                                     | C1            | X²O Badkamers Trofee (#1) |               |
| 5.            | 2020-2021     | 24 januari 2021   | Druivencross, Overijse                                         | CDM           | Wereldbeker (#1)          |               |
| 6.            | 2020-2021     | 14 februari 2021  | Brussels Universities Cyclocross, Brussel (#1)                 | C1            | X²O Badkamers Trofee (#2) |               |
| 7.            | 2021-2022     | 18 september 2021 | Le Grand CX Jablines, Jablines                                 | C2            | Overige (#2)              |               |
| 8.            | 2021-2022     | 26 september 2021 | Cyclo-cross international de Boulzicourt Ardennes, Boulzicourt | C2            | Overige (#3)              |               |
| 9.            | 2022-2023     | 9 oktober 2022    | Trek Cup, Waterloo (#1)                                        | C1            | Overige (#4)              |               |
| 10.           | 2022-2023     | 14 oktober 2022   | OZ Cross, Fayetteville                                         | C1            | Overige (#5)              |               |
| 11.           | 2022-2023     | 17 december 2022  | Wereldbeker Val di Sole, Val di Sole                           | CDM           | Wereldbeker (#2)          |               |
| 12.           | 2022-2023     | 30 december 2022  | Azencross, Loenhout (#1)                                       | C2            | Exact Cross (#1)          |               |
| 13.           | 2023-2024     | 13 oktober 2023   | Trek Cup, Waterloo (#2)                                        | C2            | Overige (#6)              | [ 15 ]        |
| 14.           | 2023-2024     | 39 december 2023  | Azencross, Loenhout (#2)                                       | C1            | Exact Cross (#2)          | [ 16 ]        |
| 15.           | 2023-2024     | 27 januari 2024   | Flandriencross, Hamme (#2)                                     | C1            | X²O Badkamers Trofee (#3) | [ 17 ]        |
| 16.           | 2023-2024     | 7 februari 2024   | Parkcross, Maldegem                                            | C2            | Exact Cross (#3)          | [ 18 ]        |
| 17.           | 2023-2024     | 18 februari 2024  | Brussels Universities Cyclocross, Brussel (#2)                 | C1            | X²O Badkamers Trofee (#4) | [ 19 ]        |
| 18.           | 2023-2024     | 25 februari 2024  | Internationale Sluitingsprijs Oostmalle, Oostmalle             | C1            | Overige (#7)              | [ 20 ]        |
| 19.           | 2024-2025     | 22 september 2024 | Rochester Cyclocross, Rochester                                | C2            | Trek USCX Cyclocross      | [ 21 ]        |
| 20.           | 2024-2025     | 9 februari 2025   | Krawatencross, Lille                                           | C1            | X²O Badkamers Trofee      | [ 22 ]        |

#### Resultatentabel beloften (U23)
| Seizoen   |             | WK  | EK   | NK |               | Klassementen | Klassementen |       | Podia | Podia | Podia | Aantal crossen |
| Seizoen   | Wereldbeker | WK  | EK   | NK | Superprestige | Goud         | Zilver       | Brons |       |       |       | Aantal crossen |
| --------- | ----------- | --- | ---- | -- | ------------- | ------------ | ------------ | ----- | ----- | ----- | ----- | -------------- |
| 2015-2016 |             | –   | 20e  | 6e |               |              |              |       | –     | –     | –     | 2              |
| 2016-2017 | 5e          | 10e | ↑    | 1  | –             | –            | 3            |       |       |       |       |                |
| 2017-2018 | 12e         | 15e | 4e   | –  | –             | –            | 3            |       |       |       |       |                |
| 2018-2019 | –           | 11e | 5e   | 4e | 7e            | –            | –            | –     | 2     |       |       |                |
| 2019-2020 | 5e          | 5e  | ↑    | 4e | 5e            | –            | 1            | –     | 3     |       |       |                |
| 2020-2021 | 7e          | ↑   | Afg. | ↑  |               | –            | –            | 1     | 2     |       |       |                |
| Totaal    |             | –   | –    | 1  |               | –            | –            |       | 1     | 1     | 1     | 15             |

#### Overwinningen beloften (U23)
| Nr. | Seizoen   | Datum          | Veldrit                                       | Cat. | Wedstrijdserie               |
| --- | --------- | -------------- | --------------------------------------------- | ---- | ---------------------------- |
| 1.  | 2016-2017 | 8 januari 2017 | Nederlands kampioenschap, Sint-Michielsgestel | CN   | Nederlandse kampioenschappen |

#### Resultatentabel nieuwelingen (U17) en junioren (U19)
| Seizoen                |                        | NK                     |                        | Podia                  | Podia                  | Podia                  |
| Seizoen                | Goud                   | NK                     | Zilver                 | Brons                  |                        |                        |
| ↓ Nieuwelingen (U17) ↓ | ↓ Nieuwelingen (U17) ↓ | ↓ Nieuwelingen (U17) ↓ | ↓ Nieuwelingen (U17) ↓ | ↓ Nieuwelingen (U17) ↓ | ↓ Nieuwelingen (U17) ↓ | ↓ Nieuwelingen (U17) ↓ |
| ---------------------- | ---------------------- | ---------------------- | ---------------------- | ---------------------- | ---------------------- | ---------------------- |
| 2013-2014              |                        | ↑                      |                        | 1                      | –                      | –                      |
| 2014-2015              | ↑                      | 1                      | –                      | –                      |                        |                        |
| ↓ Junioren (U19) ↓     |                        |                        |                        |                        |                        |                        |
| 2015-2016              |                        | 6e                     |                        | –                      | –                      | –                      |
| 2016-2017              | ↑                      | 1                      | –                      | –                      |                        |                        |
| Totaal                 |                        | 3                      |                        | 3                      | –                      | –                      |

#### Overwinningen nieuwelingen (U17) en junioren (U19)
| Nr.                    | Seizoen                | Datum                  | Veldrit                                       | Cat.                   | Wedstrijdserie                    |
| ↓ Nieuwelingen (U17) ↓ | ↓ Nieuwelingen (U17) ↓ | ↓ Nieuwelingen (U17) ↓ | ↓ Nieuwelingen (U17) ↓                        | ↓ Nieuwelingen (U17) ↓ | ↓ Nieuwelingen (U17) ↓            |
| ---------------------- | ---------------------- | ---------------------- | --------------------------------------------- | ---------------------- | --------------------------------- |
| 1.                     | 2013-2014              | 11 januari 2014        | Nederlands kampioenschap, Gieten              | –                      | Nederlandse kampioenschappen (#1) |
| 2.                     | 2014-2015              | 10 januari 2015        | Nederlands kampioenschap, Veldhoven           | –                      | Nederlandse kampioenschappen (#2) |
| ↓ Junioren (U19) ↓     |                        |                        |                                               |                        |                                   |
| 1.                     | 2016-2017              | 8 januari 2017         | Nederlands kampioenschap, Sint-Michielsgestel | CN                     | Nederlandse kampioenschappen      |

### Wegwielrennen

#### Resultaten in voornaamste wedstrijden
| Jaar | Gent-Wevelgem | Ronde van Vlaanderen | Parijs-Roubaix |  | Wereldranglijsten |
| ---- | ------------- | -------------------- | -------------- |  | ----------------- |
| 2021 | 69e           | 103e                 |                |  |                   |
| 2022 |               |                      | 80e            |  |                   |

## Ploegen
- 2023 –  Fenix-Deceuninck Development Team